# Buiikikaesu
Albums de Maximum the Hormone
Rokkinpo Goroshi
(2005) Yoshu Fukushu
(2013)
Singles
1. What's up, people?!
Sortie : 16 novembre 2005
2. Koi no Mega Lover
Sortie : 5 juillet 2006

Buiikikaesu (ぶっ生き返す) est le troisième album du groupe de nu metal et punk hardcore japonais Maximum the Hormone, sorti le 14 mars 2007 sous le label VAP.
Les pistes What's up, people?! et Zetsubou Billy servent respectivement de générique d'ouverture et de fin à l'anime Death Note, et la chanson Akagi à l'anime du même titre.

## Accueil
Buiikikaesu est le premier album du groupe à entrer dans le classement Oricon, se classant 5e en vendant 70 000 copies durant sa première semaine d'exploitation. Il dépasse également le précédent record de longévité de 25 semaines dans le classement et y restera finalement 168 semaines en se vendant à plus de 320 000 exemplaires cumulés,. L'album est certifié « Or » par la RIAJ en vendant plus de 1 000 000 de copies au Japon et 250 000 à l'international[réf. nécessaire].
En septembre 2007, le Rolling Stone Japan classe Buiikikaesu à la 98e place de sa liste des « 100 meilleurs albums rock de tous les temps ». Pour Tomoyuki Hokari de OK Music, l'album est un « chef-d'œuvre historique qui a bouleversé le monde de la musique japonaise ».

## Titres des pistes
| No  | Titre | Durée |
| --- | --- | ----- |
| 1.  | Buiiki Kaesu!! (ぶっ生き返す!!) | 3:54  |
| 2.  | Zetsubou Billy (絶望ビリ) | 3:44  |
| 3.  | Kuso Breakin Nou Breakin Lily (糞ブレイキン脳ブレイキン・リリィ)                                                                                  | 4:16  |
| 4.  | Louisiana Bob (ルイジアナ・ボブ) | 3:40  |
| 5.  | Policeman Benz (ポリスマンベンツ) | 4:09  |
| 6.  | Black Yen Power G-Man Spy (ブラック￥パワーGメンスパイ)                                                                                           | 2:27  |
| 7.  | Akagi (アカギ) | 2:16  |
| 8.  | Kyoukatsu (恐喝) | 3:36  |
| 9.  | Bikini Sports Punchin (ビキニ・スポーツ・ポンチン)                                                                                                | 3:56  |
| 10. | What's up, people?! | 4:10  |
| 11. | Chu Chu Lovely Muni Muni Mura Mura Purin Purin Boron Nurururerorero (チューチュー ラブリー ムニムニ ムラムラ プリンプリン ボロン ヌルル レロレロ) | 3:06  |
| 12. | Shimi (シミ) | 4:17  |
| 13. | Koi no Mega Lover (恋のメガラバ) | 5:27  |
| 14. | Sans titre | 0:23  |

## Certifications

### Album
| Année | Classement          | Position |
| ----- | ------------------- | -------- |
| 2007  | Oricon Album Charts | 5        |

### Certification
| Pays  | Ventes  | Certification |
| ----- | ------- | ------------- |
| Japon | 250,000 | Or            |